# Trophie
Trophie (altgriechisch τροφή trophe, deutsch ‚Ernährung‘) bezeichnet in den Fächern der Biologie
- das Nährstoffangebot eines Standortes (Ökologie),
- die Stellung eines Organismus oder einer Organismengruppe im Nahrungsnetz („Trophieebenen“) oder
- die Ernährung von Pflanzen (Botanik).

Unter Trophik versteht man demgegenüber in der Medizin den Ernährungs- oder Stoffwechsel-Zustand eines Organismus oder eines Gewebes.

## Trophie (Ökologie 1): Trophiestufen
Trophie ist die Intensität der organischen photoautotrophen Produktion (Waldemar Ohle 1952). Die Trophie eines Biotopes oder eines Ökosystems ist aber auch ein abiotischer Standortfaktor, der die Herausbildung verschiedener Biozönosen (Lebensgemeinschaften von Pflanzen und Tieren) im Verlaufe der Sukzession mitprägt. Die Anreicherung eines Lebensraumes mit Nährstoffen nennt man eutrophieren. (Siehe Eutrophierung, Düngung).
Vor allem Gewässer lassen sich bestimmten Trophiestufen, die nach der Menge des Nährstoffangebotes charakterisiert werden, zuordnen (Siehe Trophiensystem, Gewässergüte):
- oligotroph: nährstoffarm
- mesotroph: mittleres Nährstoffangebot
- eutroph: nährstoffreich
- polytroph: sehr nährstoffreich
- hypertroph: extrem nährstoffreich

Des Weiteren gibt es u. a. bei Gewässern stark schwankende Nährstoffangebote (Siehe Limnologie, Ökosystem See).

## Trophie (Ökologie 2): Trophieebenen

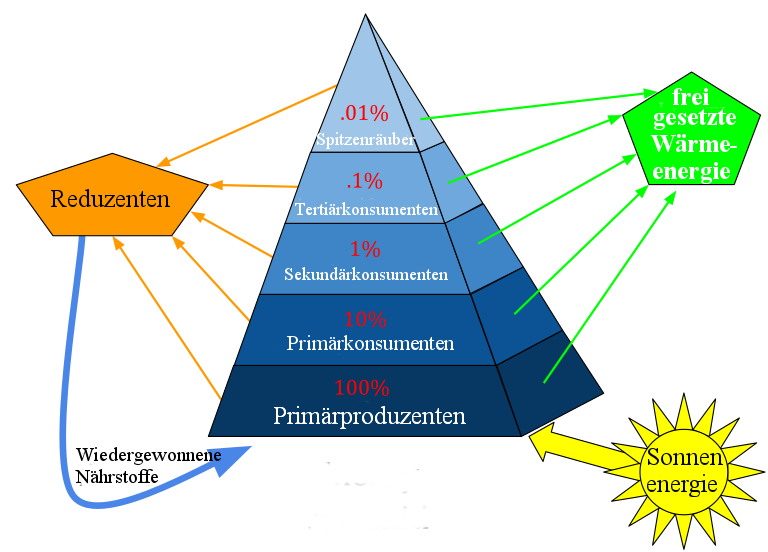
Die verschiedenen Trophieebenen eines Ökosystems

Die Trophieebene (Trophieniveau) beschreibt die Stellung von Lebewesen im Nahrungsnetz (Nahrungskette). So lassen sich Ökosysteme und ihre Biozönosen in Trophieebenen unterteilen. Mit jeder Stufe wird die Nahrung seltener und Schwankungen wirken sich gravierender aus. Deshalb besteht ein Ökosystem selten aus mehr als vier Stufen. Die Trophie setzt sich aus den folgenden Ebenen zusammen:
1. Primärproduzenten (autotroph = „selbst ernährend“); meist Pflanzen.
2. Primärkonsumenten, Pflanzenfresser: z. B. Rinder (heterotroph).
3. Sekundärkonsumenten: Fleischfresser: z. B. Raubtiere (heterotroph).
4. Tertiärkonsumenten: Fleischfresser: z. B. Raubtiere (heterotroph).
5. Destruenten: z. B. Bakterien und Pilze (heterotroph).

Die tatsächliche Struktur ist allerdings komplexer (vernetzt), so dass einer Art meist keine eindeutige Ebenenzuordnung, insbesondere bei den Konsumenten und Destruenten, zukommt. So nehmen Pflanzenfresser meist unwillkürlich auch eine Reihe von Kleintieren und Mikroorganismen mit auf. Auch unterscheiden Fleischfresser gewöhnlich bei ihrer Beute nicht zwischen Pflanzen- und Fleischfressern.
Mixotrophe Mikroorganismen ernähren sich normalerweise von anderen Organismen, können aber auch Photosynthese betreiben.
Beispiele sind zum einen Mikroorganismen bis hin zu Meeresschnecken, die entweder Kleptoplastidie betreiben (siehe Kleptoplastid), zum anderen räuberische Choanoflagellaten, die den nötigen genetischen Apparat von Riesenviren (den Choanoviren) zur Verfügung gestellt bekommen.

## Trophie (Botanik)
In der Botanik wird unter „Trophie“ auch die durch die Lage bedingte Förderung der Gewebe bzw. Organie einer Pflanze verstanden.